# Янгер, Джеймс, 5-й виконт Янгер Лекский
Джеймс Янгер, 5-й виконт Янгер из Леки (англ. James Younger, 5th Viscount Younger of Leckie; родился 11 ноября 1955 года) — избранный наследственный пэр, заседающий на скамейках консерваторов в Палате лордов.

## Ранняя жизнь
Джеймс Янгер родился 11 ноября 1955 года. Старший сын Джорджа Янгера, 4-го виконта Янгера из Леки (1931—2003), который был видным членом кабинета Маргарет Тэтчер, и Дианы Роны Так (1932—2015).
Янгер получил образование в Винчестерском колледже, где играл в школьной футбольной команде, и Университете Сент-Эндрюса, где читал средневековую историю. Он имеет степень MBA в колледже менеджмента Хенли.

## Карьера
Сейчас Янгер работает в сфере управления персоналом и подбора персонала.
В июне 2010 года Янгер выиграл дополнительные выборы, чтобы заменить 14-го графа Нортеска, который умер в марте 2010 года. Янгер унаследовал свой пэрский титул в 2003 году, после принятия Закона о Палате лордов 1999 года, что сделало его одним из немногих наследственных членов Палаты лордов, которые не были членами до вступления закона в силу.
Лорд Янгер — заместитель председателя консервативной ассоциации Букингемского округа.
25 июня 2012 года Джеймс Янгер был назначен лордом-в-ожидании (Lords Whip). 9 января 2013 года лорд Янгер был назначен парламентским заместителем министра по интеллектуальной собственности в Министерстве предпринимательства, инноваций и ремёсел в правительстве Дэвида Кэмерона.
27 июля 2019 года он был назначен парламентским заместителем министра жилищного строительства, общин и местного самоуправления в министерстве Бориса Джонсона.

## Семья
4 июня 1988 года лорд Янгер женился на Дженни Веронике Вуттон, дочери Уильяма Эдварда Джеймса Вуттона. У супругов было трое детей:
- Достопочтенная Эмили Эвелин Янгер (род. 26 сентября 1990)
- Достопочтенная Элис Элизабет Янгер (род. 25 февраля 1992)
- Достопочтенный Александр Уильям Джордж Янгер (род. 13 ноября 1993).